# Mistrzostwa Azji w Piłce Siatkowej Mężczyzn 2011 (składy)
Artykuł grupuje składy wszystkich reprezentacji narodowych w piłce siatkowej, które wystąpiły w Mistrzostwach Azji w Piłce Siatkowej Mężczyzn 2011 odbywających się w Iranie.
- Przynależność klubowa i wiek na 21 września 2011.
- Zawodnicy oznaczeni literą K to kapitanowie reprezentacji, a literą L - libero.

## Afganistan
Trener: Basir Walizada
| Nr | Imię i nazwisko        | Data urodzenia (wiek) | Wzrost (cm) | Klub |
| -- | ---------------------- | --------------------- | ----------- | ---- |
| 1  | Seyar Rahmani          |                       |             |      |
| 2  | Haroon Ibrahimi        |                       |             |      |
| 3  | Mostafa Farahmand      | 01.11.1982 (28)       | 196         |      |
| 4  | Ramin Sidiqe           |                       |             |      |
| 5  | Baryalai Yousufi (K)   | 04.07.1980 (31)       | 191         |      |
| 6  | Muneer Qazizada        | 11.09.1981 (30)       | 184         |      |
| 7  | Lutfullah Sadiq        |                       |             |      |
| 8  | Atamoh Sullimani       |                       |             |      |
| 9  | Zabiullah Anwari       |                       |             |      |
| 10 | Waheedullah Waheed (L) |                       |             |      |
| 11 | Iqbal Nawabi           |                       |             |      |
| 12 | Amin Sadat             |                       |             |      |

## Australia
Trener:  Jon Uriarte
Asystent: Daniel Ilott
| Nr | Imię i nazwisko  | Data urodzenia (wiek) | Wzrost (cm) | Klub                          |
| -- | ---------------- | --------------------- | ----------- | ----------------------------- |
| 1  | Aidan Zingel     | 19.11.1990 (20)       | 207         | Blu Volley Werona             |
| 3  | Nathan Roberts   | 17.02.1986 (25)       | 199         | Pallavolo Sora                |
| 5  | Travis Passier   | 26.04.1989 (22)       | 205         | brak                          |
| 6  | Igor Yudin (K)   | 17.06.1987 (24)       | 198         | AZS Olsztyn                   |
| 7  | Harrison Peacock | 31.01.1991 (20)       | 192         | Linköpings VC                 |
| 8  | Andrew Grant     | 22.04.1985 (26)       | 206         | Australian Institute of Sport |
| 9  | Adam White       | 08.12.1989 (21)       | 203         | Langhenkel Volley Doetinchem  |
| 12 | Aden Tutton (L)  | 06.12.1984 (26)       | 182         | Langhenkel Volley Doetinchem  |
| 14 | Grigory Sukochev | 18.02.1988 (23)       | 196         | VK Chemes Humenné             |
| 15 | John Dekker      | 09.05.1988 (23)       | 205         | VK Chemes Humenné             |
| 16 | Luke Smith       | 30.08.1990 (21)       | 200         | Linköpings VC                 |
| 19 | Thomas Edgar     | 21.06.1989 (22)       | 212         | brak                          |

## Chiny
Trener: Zhou Jian’an
Asystent: Xie Guochen
| Nr | Imię i nazwisko | Data urodzenia (wiek) | Wzrost (cm) | Klub     |
| -- | --------------- | --------------------- | ----------- | -------- |
| 1  | Bian Hongmin    | 22.09.1989 (21)       | 210         | Zhejiang |
| 3  | Yuan Zhi        | 29.09.1981 (29)       | 195         | Liaoning |
| 4  | Zhang Chen      | 28.06.1985 (26)       | 201         | Jiangsu  |
| 6  | Liang Chunlong  | 25.03.1988 (23)       | 206         | Liaoning |
| 7  | Zhong Weijun    | 20.04.1989 (22)       | 199         | Army     |
| 8  | Cui Jianjun (K) | 01.08.1985 (26)       | 190         | Henan    |
| 9  | Zhao Mudi       | 07.08.1982 (29)       | 190         | Henan    |
| 10 | Chen Ping       | 01.09.1989 (22)       | 195         | Jiangsu  |
| 12 | Shen Qiong      | 05.09.1981 (30)       | 198         | Shanghai |
| 14 | Xu Jingtao      | 07.07.1988 (23)       | 202         | Army     |
| 15 | Li Runming      | 01.03.1990 (21)       | 198         | Shandong |
| 16 | Ren Qi (L)      | 24.02.1984 (27)       | 174         | Shanghai |

## Chińskie Tajpej
Trener: Yu Ching Fang
Asystent: Huang Hung Yu
| Nr | Imię i nazwisko    | Data urodzenia (wiek) | Wzrost (cm) | Klub         |
| -- | ------------------ | --------------------- | ----------- | ------------ |
| 1  | Huang Chien-feng   | 31.12.1990 (20)       | 195         | Taiwan Power |
| 3  | Wen Shen-ming      | 03.11.1986 (24)       | 196         | Mizuno       |
| 6  | Huang Shin-hao     |                       | 182         | Kuan I       |
| 7  | Wang Chien-pin     | 09.10.1989 (21)       | 185         | Mizuno       |
| 8  | Cheng Ju-chien     |                       | 182         | Kuan I       |
| 10 | Chen Chang-fu      | 27.06.1989 (22)       | 190         | Kuan I       |
| 11 | Peng Wei-ming      | 08.12.1990 (20)       | 195         | Kuan I       |
| 14 | Wang Ming-chun     | 30.07.1988 (23)       | 195         | Taiwan Power |
| 16 | Lin Yung-shun (L)  |                       | 172         | Kuan I       |
| 18 | Tai Chia-jui       | 28.01.1987 (24)       | 195         | Mizuno       |
| 19 | Chen Chien-chen    | 20.11.1989 (21)       | 187         | Mizuno       |
| 20 | Chiang Tien-yu (K) | 07.02.1988 (23)       | 196         | Taiwan Power |

## Indie
Trener: Sridharan Garudapuram
Asystent: T.C. Jotish
| Nr | Imię i nazwisko                    | Data urodzenia (wiek) | Wzrost (cm) | Klub            |
| -- | ---------------------------------- | --------------------- | ----------- | --------------- |
| 1  | Pradeep Guttikonda                 | 27.10.1987 (23)       | 203         | Chennai Customs |
| 3  | Mandeep Singh (K)                  | 17.10.1989 (21)       | 201         | ONGC            |
| 4  | Govindarajan Ramakrishnan Vaishnav | 11.02.1991 (20)       | 207         | IOB             |
| 7  | Kumar Sanjay                       | 05.05.1985 (26)       | 197         | HSIIDC          |
| 9  | Singh Sube                         | 05.04.1987 (24)       | 206         | HSIIDC          |
| 11 | Kanakaraj (L)                      | 07.05.1991 (20)       | 178         | IOB             |
| 13 | S. Prabhakaran                     | 03.11.1988 (22)       | 195         | Indian Railways |
| 15 | Mohan Ukkarapandian                | 15.05.1989 (22)       | 192         | IOB             |
| 16 | Kapil Dev                          | 31.05.1979 (32)       | 192         | Indian Railways |
| 17 | Gurinder Singh                     | 05.06.1989 (22)       | 195         | Punjab Police   |
| 18 | Naveen Raja Jacob                  | 10.01.1989 (22)       | 188         | IOB             |
| 19 | Dilip Koiwal                       | 16.08.1991 (20)       | 201         | Rajasthan       |

## Indonezja
Trener: Li Qiujiang
Asystent: Dadang Sudrajat
| Nr | Imię i nazwisko           | Data urodzenia (wiek) | Wzrost (cm) | Klub        |
| -- | ------------------------- | --------------------- | ----------- | ----------- |
| 1  | Andri (K)                 | 16.01.1985 (26)       | 187         | Bank Sumsel |
| 2  | Agung Seganti             | 15.05.1990 (21)       | 187         | Bank Sumsel |
| 4  | Mahfud Nurcahyadi         | 13.03.1989 (22)       | 190         | Bank Sumsel |
| 5  | Bagus Wahyu Ardyanto      | 12.07.1988 (23)       | 187         | Bank Sumsel |
| 6  | Septio Hadi               | 24.09.1988 (22)       | 188         | Bank Sumsel |
| 7  | Ayip Rizal                | 15.09.1984 (27)       | 194         | Bank Sumsel |
| 8  | I Nyoman Rudi Tirtana     | 01.11.1984 (26)       | 192         | Bank Sumsel |
| 9  | Ramzil Huda               | 07.11.1987 (23)       | 193         | Bank Sumsel |
| 12 | Affan Priyo Wicaksono     | 14.03.1985 (26)       | 190         | Bank Sumsel |
| 13 | Adi Sucipto               |                       | 185         | Bank Sumsel |
| 14 | Antho Bertiyawan          | 23.06.1988 (23)       | 189         | Bank Sumsel |
| 16 | Veleg Dhany Kristan K (L) | 24.10.1990 (20)       | 172         | Bank Sumsel |

## Iran
Trener:  Julio Velasco
Asystent: Reza Ebrahimi
| Nr | Imię i nazwisko                      | Data urodzenia (wiek) | Wzrost (cm) | Klub               |
| -- | ------------------------------------ | --------------------- | ----------- | ------------------ |
| 2  | Javad Mohammadnejadi Rishkan         | 22.03.1985 (26)       | 200         | Saipa Alborz       |
| 3  | Amir Hosseini                        | 23.07.1975 (36)       | 182         | Pajkan Teheran     |
| 5  | Mehdi Bazargard                      | 16.03.1979 (32)       | 205         | Pajkan Teheran     |
| 6  | Seyed Mohammad Mousavi Eraghi        | 22.08.1987 (24)       | 203         | Pajkan Teheran     |
| 7  | Hamzeh Zarini                        | 18.10.1985 (25)       | 198         | Kaleh Amol         |
| 8  | Farhad Zarif Ahangaran Varzandeh (L) | 03.03.1983 (28)       | 170         | Saipa Alborz       |
| 9  | Alireza Nadi (K)                     | 02.09.1980 (21)       | 200         | Pajkan Teheran     |
| 12 | Farhad Nazari Afshar                 | 22.05.1984 (27)       | 195         | Pajkan Teheran     |
| 13 | Mahdi Mahdavi                        | 13.02.1984 (27)       | 190         | Saipa Alborz       |
| 14 | Arash Keshavarzi                     | 16.02.1987 (24)       | 198         | Pajkan Teheran     |
| 17 | Arash Kamalvand                      | 11.05.1989 (22)       | 201         | Saipa Alborz       |
| 18 | Amir Ghafour                         | 06.06.1991 (20)       | 203         | Barij Esans Kashan |

## Japonia
Trener: Tatsuya Ueta
Asystent: Yuichi Nakagaichi
| Nr | Imię i nazwisko     | Data urodzenia (wiek) | Wzrost (cm) | Klub               |
| -- | ------------------- | --------------------- | ----------- | ------------------ |
| 2  | Yuta Abe            | 08.08.1981 (30)       | 191         | Toray Arrows       |
| 3  | Takeshi Nagano (L)  | 11.07.1985 (26)       | 176         | Panasonic Panthers |
| 5  | Daisuke Usami (K)   | 29.03.1979 (32)       | 184         | Panasonic Panthers |
| 6  | Yoshifumi Suzuki    | 31.03.1983 (28)       | 200         | Suntory Sunbirds   |
| 7  | Takahiro Yamamoto   | 12.07.1978 (33)       | 201         | Panasonic Panthers |
| 9  | Takaaki Tomimatsu   | 20.07.1984 (27)       | 191         | Toray Arrows       |
| 11 | Yoshihiko Matsumoto | 07.01.1981 (30)       | 193         | Sakai Blazers      |
| 12 | Kota Yamamura       | 20.10.1980 (30)       | 205         | Suntory Sunbirds   |
| 14 | Tatsuya Fukuzawa    | 01.07.1986 (25)       | 189         | Panasonic Panthers |
| 16 | Yusuke Ishijima     | 09.01.1984 (27)       | 197         | Sakai Blazers      |
| 17 | Yū Koshikawa        | 30.06.1984 (27)       | 189         | Pallavolo Padwa    |
| 18 | Yuta Yoneyama       | 29.08.1984 (27)       | 185         | Toray Arrows       |

## Katar
Trener:  Fausto Polidori
Asystent:  Stefano Zangheri
| Nr | Imię i nazwisko   | Data urodzenia (wiek) | Wzrost (cm) | Klub              |
| -- | ----------------- | --------------------- | ----------- | ----------------- |
| 1  | Saeed al-Obaidan  | 02.09.1987 (24)       | 180         | Qatar             |
| 2  | Jumah Mohamed (K) | 14.04.1985 (26)       | 175         | Al Arabi Ad-Dauha |
| 3  | Ali Kanani        | 02.09.1991 (20)       | 174         | Army              |
| 4  | Moses Salami      | 15.06.1991 (20)       |             |                   |
| 5  | Sulaiman Saad (L) | 30.06.1987 (24)       | 173         | Al Rayyan         |
| 6  | John Chigbo       | 04.04.1989 (22)       | 199         | Police            |
| 9  | Ahmad Diab        | 15.02.1990 (21)       | 202         | Army              |
| 11 | Ali Eshaq         | 15.06.1983 (28)       |             |                   |
| 12 | Ndir Sadikh       | 02.02.1986 (25)       | 165         |                   |
| 14 | Ali Yagoub        | 15.10.1987 (23)       | 175         | Al Rayyan         |
| 16 | Ibrahim Ibrahim   | 15.01.1985 (26)       | 175         | Al Arabi Ad-Dauha |

## Kazachstan
Trener:  Genādijs Paršins
Asystent: Rafaił Giljażudinow
| Nr | Imię i nazwisko       | Data urodzenia (wiek) | Wzrost (cm) | Klub   |
| -- | --------------------- | --------------------- | ----------- | ------ |
| 1  | Jurij Stułow (L)      | 06.04.1980 (21)       | 186         | Almaty |
| 2  | Asset Bazarkułow      | 01.03.1987 (24)       | 202         | Almaty |
| 3  | Anton Judin           | 13.05.1982 (29)       | 210         | Almaty |
| 4  | Aleksandr Stolnikow   | 17.07.1988 (23)       | 197         | Almaty |
| 5  | Siergiej Kuzniecow    | 26.10.1993 (17)       | 197         | Almaty |
| 7  | Dmitrij Gorbatkow (K) | 21.09.1981 (30)       | 197         | Almaty |
| 8  | Nariman Sulejmenow    | 23.06.1982 (29)       | 197         | Almaty |
| 9  | Marat Imangalijew     | 17.03.1980 (31)       | 196         | Almaty |
| 11 | Witalij Mironienko    | 18.05.1985 (26)       | 188         | Almaty |
| 12 | Nodirchan Kadirchanow | 06.09.1991 (20)       | 201         | Almaty |
| 13 | Witalij Erdsztein     | 05.05.1992 (19)       | 205         | Almaty |
| 15 | Nariman Aubakirow     | 10.04.1989 (22)       | 212         | Atyrau |

## Korea Południowa
Trener: Park Ki-won
Asystent: Kim Keung-un
| Nr | Imię i nazwisko    | Data urodzenia (wiek) | Wzrost (cm) | Klub                            |
| -- | ------------------ | --------------------- | ----------- | ------------------------------- |
| 1  | Kang Dong-jin      | 31.08.1983 (28)       | 192         | Korean Airlines Co.             |
| 2  | Han Sun-soo        | 16.12.1985 (25)       | 189         | Korean Airlines Co.             |
| 3  | Kwon Young-min (K) | 05.07.1980 (30)       | 190         | Hyundai Capital Co.             |
| 4  | Jeon Kwang-in      | 18.09.1991 (19)       | 193         | Sungkyunkwan University         |
| 5  | Yeo Oh-hyun (L)    | 02.09.1978 (32)       | 175         | Samsung Fire & Marine Insurance |
| 6  | Lee Kyung-soo      | 27.04.1979 (32)       | 198         | LIG Insurance                   |
| 7  | Lee Sun-kyu        | 14.03.1981 (30)       | 199         | Hyundai Capital Co.             |
| 13 | Choi Hong-suk      | 26.06.1988 (22)       | 195         | Kyonggi University              |
| 14 | Kim Yo-han         | 16.08.1985 (25)       | 200         | LIG Insurance                   |
| 15 | Ha Hyun-yong       | 09.05.1982 (29)       | 198         | Zespół Sił Zbrojnych            |
| 18 | Shin Yung-suk      | 04.10.1986 (24)       | 198         | Woori Capital                   |
| 19 | Lee Kang-joo       | 30.06.1983 (27)       | 185         | Woori Capital                   |

## Pakistan
Trener: Hassan Mazhar Hussain
Asystent: Akram Muhammad
| Nr | Imię i nazwisko         | Data urodzenia (wiek) | Wzrost (cm) | Klub   |
| -- | ----------------------- | --------------------- | ----------- | ------ |
| 1  | Mohib Rassol            | 24.12.1989 (21)       | 198         | WAPDA  |
| 2  | Hussain Imdad           | 08.02.1986 (25)       | 205         | Army   |
| 5  | Asif Nadeem             | 10.08.1990 (21)       | 189         | Navy   |
| 6  | Munir Khan              | 24.12.1987 (23)       | 203         | WAPDA  |
| 7  | Muhammad Ismail Khan    | 12.12.1986 (24)       | 192         | PAF    |
| 8  | Aimal Khan              | 10.08.1990 (21)       | 205         | WAPDA  |
| 10 | Naseer Ahmed (K)        | 01.04.1984 (27)       | 195         | WAPDA  |
| 12 | Imran Sultan (L)        |                       | 178         | WAPDA  |
| 13 | Nasir Khan              | 12.03.1992 (19)       | 196         | Police |
| 14 | Syed Shujah Abbas Naqvi | 05.02.1990 (21)       | 206         | Navy   |
| 17 | Binyamin                |                       | 188         | PAF    |
| 18 | Mubashir Raza           |                       | 190         | Police |

## Sri Lanka
Trener: W.M.S. Kumara
Asystent: S.L.A. Sumith
| Nr | Imię i nazwisko           | Data urodzenia (wiek) | Wzrost (cm) | Klub           |
| -- | ------------------------- | --------------------- | ----------- | -------------- |
| 1  | A.M.T.C. Abeykoon         |                       | 192         | Air Force      |
| 2  | A.W. Lakmal (L)           |                       | 167         | Port Authority |
| 3  | A.D.C.D. Kumara           |                       | 186         | Port Authority |
| 4  | S.A.J. Surath             |                       | 190         | Port Authority |
| 5  | P.G.M.C. Perera           |                       | 182         | Navy           |
| 6  | S.D.C.D. Silva            |                       | 185         | New Six SC     |
| 8  | S.A.D.S.P. Disanayaka (K) |                       | 188         | Navy           |
| 9  | J.A.C. Madushanka         |                       | 188         | Navy           |
| 10 | A.H.S.M. Silava           |                       | 198         | Railways       |
| 14 | M.G.M. Premarathna        |                       | 190         | Navy           |
| 15 | S.A.N. Sanjaya            |                       | 179         | Port Authority |
| 18 | H.P.D.R. Ranawaka         |                       | 190         | Navy           |

## Tajlandia
Trener: Monchai Supajirakul
Asystent: Khjhornsak Manapornchai
| Nr | Imię i nazwisko           | Data urodzenia (wiek) | Wzrost (cm) | Klub          |
| -- | ------------------------- | --------------------- | ----------- | ------------- |
| 1  | Jirayu Raksakaew          | 03.08.1987 (24)       | 195         | Air Force     |
| 2  | Montri Vaenpradab         | 18.08.1987 (24)       | 196         | Air Force     |
| 3  | Wanchai Tabwises          | 11.02.1986 (25)       | 186         | Khamtalaysor  |
| 4  | Nattapong Kesapan         | 25.07.1989 (22)       | 183         | Air Force     |
| 5  | Yamine Traore             |                       | 200         | Air Force     |
| 6  | Shotivat Tivsuwan         | 20.07.1986 (25)       | 190         | Air Force     |
| 7  | Yuranan Boudang           | 20.12.1987 (23)       | 185         | Air Force     |
| 9  | Kittikun Sriutthawong (K) | 10.01.1986 (25)       | 184         | Air Force     |
| 10 | Piyarat Toontupthai (L)   | 10.12.1987 (23)       | 171         | Air Force     |
| 14 | Kitsada Somkane           | 28.09.1990 (20)       | 190         | Army          |
| 16 | Teerasak Nakprasong       | 06.11.1985 (25)       | 187         | Air Force     |
| 17 | Saranchit Charoensuk      | 20.07.1987 (24)       | 181         | Suphanburitha |

## Turkmenistan
Trener: Serdar Tachnazarow
Asystent: Maksat Orazow
| Nr | Imię i nazwisko              | Data urodzenia (wiek) | Wzrost (cm) | Klub         |
| -- | ---------------------------- | --------------------- | ----------- | ------------ |
| 1  | Gurbanmuhamet Gyłychdurdijew | 21.05.1983 (28)       | 195         | Migtasija    |
| 3  | Bahram Rozmetow              |                       | 191         | Talyp Sporty |
| 4  | Begli Myratgeldijew          |                       |             |              |
| 5  | Merdan Azimow                | 14.10.1980 (30)       | 182         | Talyp Sporty |
| 6  | Dowlet Halijew (L)           |                       | 187         | Migtasija    |
| 7  | Batyr Sojunow                | 24.03.1982 (19)       | 184         | Talyp Sporty |
| 8  | Arslan Jazgulijew            | 02.06.1990 (21)       | 184         | Talyp Sporty |
| 9  | Gurban Jazgulijew            | 22.08.1985 (26)       | 189         | Migtasija    |
| 10 | Rusłan Artykow               | 21.05.1987 (24)       | 175         | Talyp Sporty |
| 11 | Mekan Massarow               |                       | 182         | Talyp Sporty |
| 12 | Guwancz Karajew (K)          | 14.02.1982 (29)       | 189         | Talyp Sporty |

## Uzbekistan
Trener: Giennadij Ponomarew
Asystent: Sandjar Abdullajew
| Nr | Imię i nazwisko        | Data urodzenia (wiek) | Wzrost (cm) | Klub |
| -- | ---------------------- | --------------------- | ----------- | ---- |
| 1  | Siergiej Ławrik        |                       | 198         |      |
| 3  | Tileubaj Naubetullajew |                       | 193         |      |
| 4  | Eljor Abdurahmanow     |                       | 194         |      |
| 5  | Iljos Melijew          |                       | 191         |      |
| 7  | Olimjon Bobomurodow    |                       | 195         |      |
| 8  | Eldor Isakjonow (L)    |                       | 178         |      |
| 9  | Ahrojon Sobirow        |                       | 209         |      |
| 10 | Maksim Karpow          |                       | 185         |      |
| 11 | Szukur Melikułow       |                       | 175         |      |
| 12 | Botir Abdullajew (K)   |                       | 188         |      |